# Phyllotis definitus
Phyllotis definitus är en däggdjursart som beskrevs av Wilfred Hudson Osgood 1915. Phyllotis definitus ingår i släktet storörade möss och familjen hamsterartade gnagare. IUCN kategoriserar arten globalt som starkt hotad. Inga underarter finns listade i Catalogue of Life.
Arten förekommer i en mindre bergstrakt i västcentrala Peru. Den vistas i regioner som ligger 2600 till 3000 meter över havet. Habitatet utgörs av buskskogar med flera klippor. Phyllotis definitus hittas ibland i närheten av odlade områden men inte på jordbruksmark.